# شركة أيالا
شركة أيالا (بالإنجليزية: Ayala Corporation) هي شركة قابضة مدرجة علنًا للمصالح المتنوعة لمجموعة أيالا. تأسست في الفلبين من قبل دومينغو روكساس وأنطونيو دي أيالا خلال الحكم الاستعماري الإسباني، وهي أقدم وأكبر تكتل في البلاد. تمتلك الشركة مجموعة من المصالح التجارية المتنوعة، بما في ذلك الاستثمارات في البيع بالتجزئة والتعليم والعقارات والخدمات المصرفية والاتصالات والبنية التحتية للمياه والطاقة المتجددة والإلكترونيات وتكنولوجيا المعلومات والسيارات والرعاية الصحية والإدارة والاستعانة بمصادر خارجية للعمليات التجارية. اعتبارًا من نوفمبر 2015، أصبحت أكبر شركة في البلاد من حيث الأصول (48.7 مليار دولار).

## أقدم بيت أعمال في الفلبين
في عام 2014، احتفلت أيالا بعيدها 180. يعود الفضل إلى الشركة لمساهمتها في التنمية الاجتماعية والاقتصادية في الفلبين.

## روابط خارجية
- موقع شركة أيالا
- أيالا في 175 مجلة
- صفحة معلومات البورصة الفلبينية على شركة أيالا